# Мадрас (Орегон)
Мадрас (енгл. Madras) град је у америчкој савезној држави Орегон.

## Демографија
По попису из 2010. године број становника је 6.046, што је 968 (19,1%) становника више него 2000. године.
| Група             | 2000.         | 2010.         |
| Белци             | 2.825 (55,6%) | 3.109 (51,4%) |
| Афроамериканци    | 30 (0,6%)     | 40 (0,7%)     |
| Азијати           | 28 (0,6%)     | 47 (0,8%)     |
| Хиспаноамериканци | 1.815 (35,7%) | 2.330 (38,5%) |
| Укупно            | 5.078         | 6.046         |